# 하잉RTA
《하잉RTA》는 하브루타(쉐마교육)와 잉글리쉬(영어)를 통해 하나님의 말씀을 읽고(Read), 토론하고(Talk about), 삶으로 적용해(Apply) 나갈 수 있도록 돕는 CTS기독교TV의 어린이 영어 예배 프로그램이다.

## MC 및 출연자
- 선효경= 박사

- 김은비(아트)

- 박시온 어린이